# هوندا إف إي إس 125 بانثيون
هوندا إف إي إس 125 بانثيون(بالإنجليزية: Honda FES125 Pantheon)‏ هي دراجة نارية من تصنيع هوندا.